# Граф Камберленд
Граф Камберленд (англ. Earl of Cumberland) — английский пэрский титул, существовавший в 1525—1634 годах. Титул принадлежал представителям дома Клиффордов. Также существует титул герцог Камберленд.

## История
В «Вестминстерской хронике» сообщается, что во время шотландской кампании 1385 года король Ричард II присвоил титул графа Камберленда Джону де Невиллу, 3-му барону Невилл из Рэби, однако в знак протеста против щедрости короля парламент в октябре того же года отказался утвердить этот титул. В итоге королевское решение так и не вступило в силу.
В 1525 году титул «граф Камберленд» был создан для Генри Клиффорда, 11-го барона де Клиффорда. Его сын, Генри Клиффорд, 2-й граф Камберленд, сын 1-го графа, женился на Элеоноре Брендон, внучке короля Англии Генриха VII. Благодаря этому его дочь, Маргарет Клиффорд, графиня Дерби, согласно закону о престолонаследии 1543 года считалась одной из наследниц английского престола. Её единокровный брат Джордж Клиффорд 3-й граф Камберленд и 13-й барон Клиффорд, вёл полную приключений жизнь (многочисленные безрезультатные экспедиции в Америку). Он умер в 1605 году. Титул графа Камберленда унаследовал его брат Фрэнсис Клиффорд, а на титул барона де Клиффорд предъявила права Анна Клиффорд, дочь Джорджа. Однако Палата лордов отложила рассмотрение вопроса. Только в 1678 году титул барона де Клиффорд было разрешено использовать Николасу Тефтону, 3-му графу Тенет, внуку Анны.
После смерти в 1643 году Генри Клиффорда, 5-го графа Камберленда, оставившего только дочь (она унаследовала титул баронессы Клиффорд), титул исчез. Больше он не создавался, вместо него в 1644 году был создан титул герцога Камберленда, который носили либо члены английской королевской фамилии, либо их ближайшие родственники.

## Графы Камберленд
- 1525—1542: Генри Клиффорд (1493 — 22 сентября 1542), 11-й барон де Клиффорд с 1523, 1-й граф Камберленд с 1525, сын предыдущего[2]
- 1542—1570: Генри Клиффорд (1517 — 2 января 1570), 2-й граф Камберленд и 12-й барон де Клиффорд с 1542, сын предыдущего[3]
- 1570—1605: Джордж Клиффорд (8 августа 1558 — 29 октября 1605), 3-й граф Камберленд и 13-й барон де Клиффорд с 1570, сын предыдущего[4]
- 1605—1641: Фрэнсис Клиффорд (1559 — 21 января 1641), 4-й граф Камберленд с 1605, брат предыдущего[5]
- 1641—1643: Генри Клиффорд (28 февраля 1592 — 11 декабря 1643), 5-й граф Камберленд с 1641, 1-й барон Клиффорд с 1628, сын предыдущего[6]